# Гейвен, Эдди
Э́дди Ге́йвен (англ. Eddy Gaven; 25 октября 1986, Нью-Джерси) — американский футболист, полузащитник.

## Карьера

### Клубная
Эдди Гейвен родился в небольшом американском городке Хэмилтон в штате Нью-Джерси. Начал футбольную карьеру игроком команды средней школы «Стейнерта» и позднее играл два года в футбольной академии. Вместо перехода в университетскую команду, в возрасте 16 лет и двух месяцев, стал самым молодым игроком подписавшим профессиональный контракт с высшей футбольной лигой страны (позже рекорд был побит четырнадцатилетним Фредди Аду). Гейвен был выбран командой «МетроСтарз» под двенадцатым номером драфта в 2003 году.
Эдди дебютировал в лиге 14 июня 2003 года в шестнадцатилетнем возрасте в матче против «Чикаго Файр», став самым молодым игроком в истории команды «Метростарс». В своём втором матче, 5 июля 2003, Гейвен стал самым молодым игроком клуба сумевшим забить гол. В процессе игры, Эдди также стал самым молодым вратарём в истории MLS. Тренер клуба Боб Брэдли использовал лазейку в правилах, которая позволяла четвёртую замену, если игрок будет играть вратарём.  На последних минутах игры вратарь Тим Ховард вышел в поле, а Гейвен вышел на замену и встал в ворота.  Спустя минуту, они поменялись ролями и Гейвен смог забить решающий гол.  После этого случая в конце сезона в правила были внесены изменения запрещающие подобный трюк.
в 2004 году стал самым молодым игроком матча «Всех звёзд MLS» и символической сборной MLS 2004 года.
Перед сезоном 2006 Гейвен перешёл в «Коламбус Крю». В новой команде Эдди провёл почти каждую игру в сезоне 2006 и забил 4 гола. В 2007 году Гейвен появился в 27 играх за «Коламбус» и забил пять мячей.

### В сборной
Эдди участвовал в каждом матче на чемпионате мира среди юношеских команд 2003 года в Финляндии в составе сборной США до 17 лет.  В этом же году Гейвен сыграл за молодёжную сборную до 23 лет и стал самым молодым игроком в истории КОНКАКАФ выступившим в отборочном матче квалификационного турнира Олимпийских игр.  В 2005 году Эдди выступил за молодёжную сборную США до 20 лет на молодёжном чемпионате мира в Нидерландах.

## Статистика выступлений
| Клуб             | Сезон            | Чемпионат | Чемпионат | Чемпионат | Плей-офф чемпионата | Плей-офф чемпионата | Плей-офф чемпионата | Итого | Итого | Итого |
| Клуб             | Сезон            | Игры      | Голы      | Пасы      | Игры                | Голы                | Пасы                | Игры  | Голы  | Пасы  |
| ---------------- | ---------------- | --------- | --------- | --------- | ------------------- | ------------------- | ------------------- | ----- | ----- | ----- |
| МетроСтарз       | 2003             | 12        | 1         | 1         | 2                   | 0                   | 0                   | 14    | 1     | 1     |
| МетроСтарз       | 2004             | 29        | 7         | 7         | 2                   | 0                   | 0                   | 31    | 7     | 7     |
| МетроСтарз       | 2005             | 28        | 8         | 4         | 2                   | 0                   | 0                   | 30    | 8     | 4     |
| МетроСтарз       | Всего            | 69        | 16        | 12        | 6                   | 0                   | 0                   | 75    | 16    | 12    |
| Коламбус Крю     | 2006             | 30        | 4         | 4         | —                   | —                   | —                   | 30    | 4     | 4     |
| Коламбус Крю     | 2007             | 27        | 5         | 7         | —                   | —                   | —                   | 27    | 5     | 7     |
| Коламбус Крю     | 2008             | 24        | 3         | 2         | 4                   | 1                   | 1                   | 28    | 4     | 3     |
| Коламбус Крю     | 2009             | 30        | 6         | 0         | 2                   | 0                   | 0                   | 32    | 6     | 0     |
| Коламбус Крю     | 2010             | 28        | 3         | 5         | 2                   | 1                   | 0                   | 30    | 4     | 5     |
| Коламбус Крю     | 2011             | 12        | 1         | 0         | 0                   | 0                   | 0                   | 12    | 1     | 0     |
| Коламбус Крю     | Всего            | 151       | 22        | 18        | 8                   | 2                   | 1                   | 159   | 24    | 19    |
| Всего за карьеру | Всего за карьеру | 220       | 38        | 30        | 14                  | 2                   | 1                   | 234   | 40    | 31    |

(откорректировано по состоянию на 5 июня 2011 года)

## Достижения
- Обладатель Кубка MLS (1): 2008
- Обладатель MLS Supporters' Shield (2): 2008, 2009
- Обладатель Кубка Ла Манга (1): 2004

## Личная жизнь
Эдди Гейвен женился 18 января 2008 года. Супруга Паула, имеют двух детей Эда и Джэнет. У Эдди есть старший брат Джим и младшая сестра Меган.